# Essey-et-Maizerais
Essey-et-Maizerais é uma comuna francesa na região administrativa de Grande Leste, no departamento de Meurthe-et-Moselle. Estende-se por uma área de 13,02 km². Em 2010 a comuna tinha 350 habitantes (densidade: 26,9 hab./km²).